# Dihidroartemisinină
Dihidroartemisinina (denumită și artenimol) este un medicament antimalaric, utilizat în tratamentul malariei necomplicate produse de Plasmodium falciparum. Este un derivat artemisinină, fiind utilizat în dezvoltarea altor compuși de acest fel. Este disponibil în asociere cu piperachină.